# Animales sueltos
Animales sueltos fue un programa de medianoche argentino que empezó siendo un late night show hasta 2012, cuando pasó a tener temas políticos, hasta pasar definitivamente a ser político en 2016. Tras muchas idas y vueltas, en 2022 el programa volvió a ser conducido por Alejandro Fantino. Se emitió de lunes a viernes en el horario de 23:30 a 01:00.

## Temporadas
| Temporada | Conducción        | Año   | Rating prom. | Ref.  |
| --------- | ----------------- | ----- | ------------ | ----- |
| 1         | Alejandro Fantino | 2009  | 3.2          | [ 1 ] |
| 2         | Alejandro Fantino | 2010  | 3.9          | [ 1 ] |
| 3         | Alejandro Fantino | 2011  | 4.0          | [ 1 ] |
| 4         | Alejandro Fantino | 2012  | 3.9          | [ 1 ] |
| 5         | Alejandro Fantino | 2013  | 4.9          | [ 1 ] |
| 6         | Alejandro Fantino | 2014  | 3.5          | [ 1 ] |
| 7         | Alejandro Fantino | 2015  | 3.9          | [ 1 ] |
| 8         | Alejandro Fantino | 2016  | 4.8          | [ 1 ] |
| 9         | Alejandro Fantino | 2017  | 4.2          | [ 1 ] |
| 10        | Alejandro Fantino | 2018  | 3.3          | [ 1 ] |
| 11        | Alejandro Fantino | 2019  | 2.9          | [ 1 ] |
| 13        | Alejandro Fantino | 2022  | 1.2          | [ 1 ] |
| 12        | Luis Novaresio    | 2020  | 2.3          | [ 1 ] |
| Total     | Total             | Total | 3.5          | 3.5   |

## Historia

### Primera temporada (2009)
El programa comenzó en marzo de 2009 a la medianoche.
Forman el programa los siguientes personajes: Alejandro Fantino, Anita Martínez, Coco Sily, Luis Rubio (en el personaje de Éber Ludueña), Toti Ciliberto, Luis Piñeyro, Toti Pasman y Cecilia Ruffa.

### Segunda temporada (2010)
Las autoridades de América confirmaron la continuidad del ciclo en 2010.
América está analizando emitir durante la temporada de verano Animales sueltos de 22 a 24, extendiendo la duración de cada programa en dos horas.
Panelistas:
- Pamela David.
- Coco Silly.
- Flavio Mendoza, quien renuncia a fines de ese año.
- Martín Ciccioli.
- Ángel de Brito.

### Tercera temporada (2011)
Para la tercera temporada se desvincula Pamela David y en su lugar convocan a Virginia Gallardo y Claudia Fernández.

### Cuarta temporada (2012)
Empezó muy bien con dos incorporaciones, Cinthia Fernández y Pablo Duggan, bien con el índice de audiencia pero después se fue disminuyendo y tuvieron que hacer el programa periodístico (mano a mano) con figuras importantes.
A los tres meses tuvo sus dos primeras bajas del programa se fueron Cinthia Fernández (quien poco tiempo duro en el programa), y Claudia Fernández (quien ya estaba desde 2011).
Y a partir de ese entonces, el programa empezó con los mano a mano que se sostiene hasta la actualidad.

### Quinta temporada (2013)
La nueva temporada se confirmó a finales del 2012 para comenzar en el segundo trimestre del año próximo.
El quinto año arrancó nuevamente con la conducción de Alejandro Fantino el 5 de marzo de 2013 por América TV y el programa seguía con los mano a mano.

### Sexta temporada (2014)
El programa seguía con los mano a mano

### Séptima temporada (2015)
El programa seguía con los mano a mano

### Octava temporada (2016)
A los mano a mano, el programa agregó panelistas políticos. 
Panelistas:
- Eduardo Feinmann.
- Sergio Berensztein.
- Jorge "El Turco" Asís.
- Juan Carlos de Pablo.

### Novena temporada (2017)
Además de la continuidad de Eduardo Feinmann y Sergio Berensztein, se sumaban nuevos panelistas como :
- Daniel Santoro
- Romina Manguel
- Mariel Fitz Patrick (Panelista Secundaria)
- Fernando Carnota
- Edi Zunino
- Gerardo Young

Además, los miércoles, había charlas de café con Jorge Asís.

### Décima temporada (2018)
En 2018, el programa continuaba con Daniel Santoro, Romina Manguel, Fernando Carnota,
Gerardo Young, Mariel Fitz Patrick (Continuaba cómo Panelista Secundaria) y se sumaban nuevos panelistas como :
- Lucas Morado (Panelista Secundario)
- Maximiliano Montenegro

Además, seguían las charlas de café con Jorge Asís.

### Undécima temporada (2019)
Además de la continuidad de Romina Manguel, Fernando Carnota, Maximiliano Montenegro, Edi Zunino, se sumaban nuevos panelistas como: Pablo Rossi, Javier Calvo, Mariano Cúneo-Libarona (panelista secundario) y Gustavo Marangoni que se sumaría a mitad de año como panelista secundario. 
Además continuaban las charlas de café con Jorge Asís quien permanecería durante dos a tres semanas siendo reemplazado por Alfredo Casero que estuvo menos de un mes. 
En abril Edi Zunino renunció al programa porque para él, el programa era una "especie de Mar de Fondo (otro programa que condujo Alejandro Fantino)" y dejó en evidencia la crisis del programa.
En julio habría una especie de "subprograma" llamado «Animales de calle» que consistía en entrevistas a candidatos políticos en su momento pero recorriendo lugares en Argentina, acompañado por cronistas como Diego Iglesias, Diego Lewen y Rochi Cuenca.
Luego de las elecciones presidenciales del 27 de octubre, Pablo Rossi renunció al programa.

### Decimosegunda temporada (2020)
El programa dejó de ser conducido por Alejandro Fantino y fue reemplazado por Luis Novaresio desde el 2 de marzo.
Además de la continuidad de panelistas como Romina Manguel, Maximiliano Montenegro, Javier Calvo, Mariano Cúneo-Libarona (Panelista Secundario), Gustavo Marangoni (Panelista Secundario), se sumaron panelistas como :
- Jonatan Viale (Permaneció dos semanas en el Programa)
- Beatriz Sarlo (panelista secundaria) (permaneció dos semanas en el programa)
- Ignacio Ortelli (panelista secundario y desde el 16 de marzo es panelista titular)

Además, volvieron las charlas de café con Jorge Asís.
En junio se sumó Paulino Rodrigues como panelista del programa. 
En julio renunció Romina Manguel al programa debido a su "cansancio" siendo reemplazada por Rosario Ayerdi. Una semana después, se sumó al programa como panelista secundario Julio Bárbaro.

### Decimotercera temporada (2022)
Luego de un año de ausencia del programa en la televisión, el programa fue conducido nuevamente por Alejandro Fantino reemplazando a Luis Novaresio y se emitió nuevamente por América TV.
El programa fue emitido de lunes a viernes de 23:30 a 01:00.
El panel  estuvo integrado por Miguel Wiñazki, Javier Calvo, Carlos Burgueño, Mariano Cúneo-Libarona, Diana Deglauy, Julieta Tarrés y Enrique Zuleta Pucceiro.
En septiembre, debido al bajo rating del programa, a las internas entre el conductor y Daniel Vila -Dueño del Grupo América- por no leer el comunicado por el "motivo" por el que Viviana Canosa no pudo salir al aire en A24 y la incorporación de Alejandro Fantino al canal deportivo ESPN al horario de la medianoche, el programa dejó de salir al aire.

## Especiales

### El día de los 1000 programas
El 5 de junio de 2013 se decidió hacer una fiesta para festejar los 1000 programas en el estudio, la cual contó con invitados de todo tipo (de la televisión mayormente). El estudio se convirtió en una especie de boliche, con pista de baile, conforme iban llegando los invitados. Asistieron: Diego Brancatelli, Magui Bravi, Vanesa Carbone, Evangelina Carrozo, Claudia Ciardone, Sofía Clérici, Nino Dolce, Hernán Drago, Benito Fernández, Natalia Franzoni, Tamara Gala, Marcelo Iripino, Macarena Lemos, María Julia Oliván, Ayelén Paleo, Sabrina Ravelli, Pablo Ruiz, Floppy Tesouro, Franco Torchia, Paulo Vilouta, Jacobo Winograd.

## Equipo

### Conductores
- 2009-2019, 2022: Alejandro Fantino
- 2020: Luis Novaresio

### Cronistas
- 2017-2019: Diego Lewen

## Las polémicas del programa
- En 2017 el programa difundió un video conseguido por Eduardo Feinmann  sobre un supuesto tiroteo entre la policía militarizada de Brasil con narcos paraguayos que "venían a la Argentina", y que había conseguido para el programa, difundido durante todo la emisión. Días después se confirmó la falsedad del video de Feinmann ya que la balacera, que Feinmann aseguró que fue en Argentina en 2017 ocurrió en otro país y siete años atrás, en el río Cimitarra, en Colombia, y el video lo transmitió un canal de noticias MCN Noticias y no en Argentina.[4][5]
- En las PASO de las elecciones legislativas de 2017, Eduardo Feinmann dio por ganador a Esteban Bullrich cuando a paso lento se contaban los votos en el distrito de Buenos Aires, cuando Romina Manguel dijo que se podía dar vuelta el resultado y el propio Feinmann se le rio en la cara, al final, Cristina Kirchner termina ganando por pocos puntos la elección en las PASO (aunque después perdió por 6 puntos en octubre de ese mismo año). 3 días después del aquel programa, Feinmann mostró un informe comparando el resultado pasó a paso de aquel balotaje de 2015 entre Mauricio Macri y Daniel Scioli con el esta elección de las PASO y cuando Manguel le recordó que dio por ganado a "Cambiemos", Feinmann la mandó a callar y luego renunció al programa teniendo apoyo en las redes sociales por los Macristas y siendo repudiada y acusada de "kirchnerista" Romina Manguel. A partir de ahí, a través del hashtag #ChauAnimalesSueltos, el programa empezó en decadencia en tema del rating.
- Una legisladora argentina denunció que el programa y su producción exigían dinero a políticos a cambio de ser invitados al programa.[6]
- "El Caso D'Alessio" : En el programa del 23 de agosto de 2018, el panelista Daniel Santoro y el conductor Alejandro Fantino presentaron a Marcelo D'Alessio como el abogado que más sabe de narcotráfico. En febrero de 2019 D'Alessio es acusado de ser operador del fiscal Carlos Stornelli, un mes después, la justicia llama a declarar a Fantino y a Manguel. Esta "Operación" como se suele decir, dejó en claro la caída libre del programa en rating.
- "La denuncia de El Disenso" : El conductor Alejandro Fantino fue acusado por el portal web (El Disenso) de "Operar" para la gobernadora de la Provincia de Buenos Aires en ese entonces, María Eugenia Vidal.
- En el programa del 13 de diciembre de 2018, cuando hablaban del caso Juan Darthés (En ese entonces el actor fue denunciado de acoso a las mujeres), la panelista Romina Manguel denunció que fue acosada por el presidente del Banco Central en ese momento, Guido Sandleris cuando el conductor lo invitó para hacerle una entrevista. El nombre de quien fue la persona que acosó a la periodista lo dieron a conocer, días después, el periodista Alfredo Leuco y el relator de fútbol Javier Vicente.